# Augochloropsis terrestris
Augochloropsis terrestris är en biart som först beskrevs av Joseph Vachal 1903.  Augochloropsis terrestris ingår i släktet Augochloropsis och familjen vägbin. Inga underarter finns listade.